# Istituto di Santa Marianna di Gesù
L'Istituto di Santa Marianna di Gesù (in latino Institutum Sororum a Santa Maria Anna de Iesus; in spagnolo Instituto Santa Mariana de Jesús) è un istituto religioso femminile di diritto pontificio: le suore di questa congregazione, dette popolarmente Marianite, pospongono al loro nome la sigla R.M.

## Storia

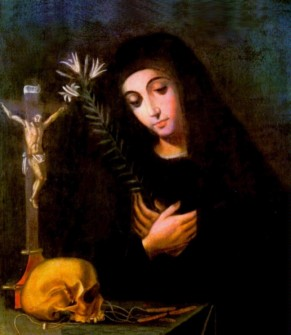
Marianna di Gesù, santa titolare della congregazione

La congregazione venne fondata a Riobamba, in Ecuador, il 14 aprile del 1873 da madre Mercedes Molina y Ayala (1828-1883), assistita nell'opera dal gesuita Domingo García, suo direttore spirituale. L'istituto, finalizzato all'istruzione della gioventù e alla rieducazione delle donne traviate o carcerate, venne intitolato a una popolare mistica ecuadoriana, beatificata nel 1853, Maria Anna di Gesù, detta il giglio di Quito, per la quale madre Molina y Ayala nutriva una particolare devozione.
Trattandosi della prima congregazione interamente ecuadoriana, il progetto poté godere dei finanziamenti del presidente Gabriel García Moreno.
L'istituto ottenne il riconoscimento ecclesiastico di congregazione di diritto pontificio con decreto di lode del 20 dicembre 1895 e venne approvato definitivamente dalla Santa Sede il 29 gennaio del 1906.
La fondatrice è stata beatificata a Guayaquil da papa Giovanni Paolo II nel 1985.

## Attività e diffusione
Le suore Marianite si dedicano all'istruzione, alla gestione di case famiglia, all'apostolato missionario e ad altre opere di promozione umana.
Sono presenti nelle Americhe (Bolivia, Brasile, Cile, Colombia, Repubblica Dominicana, Ecuador, Messico, Perù, Porto Rico, Stati Uniti d'America, Venezuela), in Africa (Etiopia, Guinea-Bissau, Kenya), in Europa (Italia, Spagna), nelle Filippine e in Papua Nuova Guinea; la sede generalizia è a Quito.
Al 31 dicembre 2005 la congregazione contava 568 religiose in 109 case.